# Esperança Ortiz i Bover
Esperança Ortiz i Bover (Barcelona, 1901 - Madrid, 21 de desembre de 1959) va ser una primera actriu de teatre catalana.
Va estar casada amb el també actor Guillem Grases. La seva filla Esperança Grases Ortiz casada amb l'actor Gabriel Llopart i Font (1928-1993) també es va dedicar al món de la interpretació teatral.

## Trajectòria professional
- 1917, 20 setembre. Mireia, original de Frederic Mistral, adaptació catalana d'Ambrosi Carrion. Estrenada al teatre Novetats de Barcelona (en el paper de Clemença.)
- 1917, 15 novembre. El cardenal, original de Louis N. Parker. Estrenada al teatre Novetats de Barcelona (en el paper de Beneta.)
- 1919, 6 d'octubre. Dijous Sant, original de Josep Maria de Sagarra. Estrenada al teatre Romea de Barcelona (en el paper d'Estrella.)
- 1919, 17 d'octubre. Flacs naixem, flacs vivim..., original de Josep Pous i Pagès. Estrenada al teatre Romea de Barcelona (en el paper de La Lulú.)
- 1919, 5 de desembre. La vídua alegre, original d'Alexandre P. Maristany. Estrenada al teatre Romea de Barcelona (en el paper d'Adela.)
- 1921, 21 de maig. L'estudiant i la pubilla, original de Josep Maria de Sagarra. Estrenada al teatre Romea de Barcelona (en el paper d'Isabel de Calders.)
- 1921, 7 d'octubre. El jardinet de l'amor, original de Josep Maria de Sagarra. Estrenada al teatre Romea de Barcelona (en el paper de Rosa.)
- 1922, 24 d'octubre. El matrimoni secret, original de Josep Maria de Sagarra. Estrenada al teatre Romea de Barcelona (en el paper de Carmeta.)
- 1946, 17 d'octubre. El prestigi dels morts, original de Josep Maria de Sagarra. Estrenada al teatre Romea de Barcelona (en el paper de La Dida.)
- 1947, 5 d'abril. La fortuna de Sílvia, original de Josep Maria de Sagarra. Estrenada al teatre Romea de Barcelona (en el paper de Sílvia, vídua de 45 anys.)